# Brennender Berg

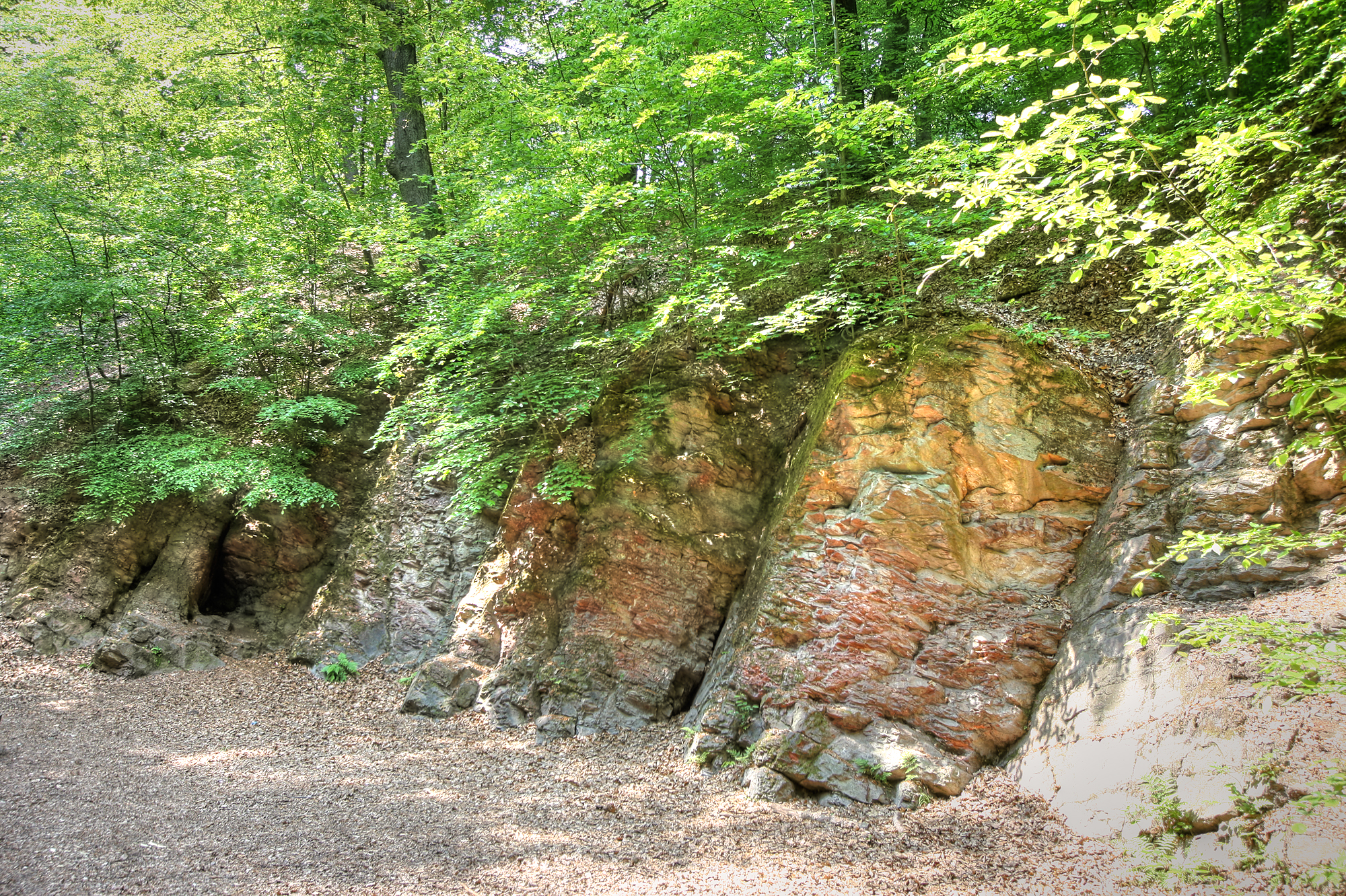
Le Brennender Berg en 2009.

Le Brennender Berg (la « montagne en feu ») est un monument naturel situé dans un canyon profond et étroit entre Dudweiler et Sulzbach, dans la Sarre, en Allemagne. Il s'agit d'un feu de mine de charbon qui s'est allumé vers 1668 et qui continue à brûler aujourd'hui.

## Histoire
Le Brennender Berg n'est pas une montagne, mais une gorge de 500 m de long et de 15 à 20 m de profondeur, avec quelques rochers au centre,. Certaines colonnes produisent encore de la vapeur contenant du soufre, ce qui se voit mieux par temps humide.
La cause exacte du feu, initié vers 1668, est inconnue aujourd'hui. Il s'agirait d'une combustion spontanée, causée par une pression et une décomposition résultant d'une extraction de charbon non planifiée. Selon la légende, un berger aurait allumé un feu sur une souche d’arbre qui se serait propagé à travers les racines jusqu’à la couche de charbon. Une tentative infructueuse a été faite pour combattre le feu avec de l'eau. Il ne brûle pas avec une flamme nue mais s'embrase. À l'origine, la lueur générée pouvait être vue à travers des fissures dans la roche et il y avait une accumulation considérable de fumée. Le feu a commencé à faiblir à la fin du XVIIIe siècle. En fonction des conditions météorologiques, de la fumée est visible et, dans au moins une des crevasses, un écoulement d'air chaud peut être détecté.

## Tourisme

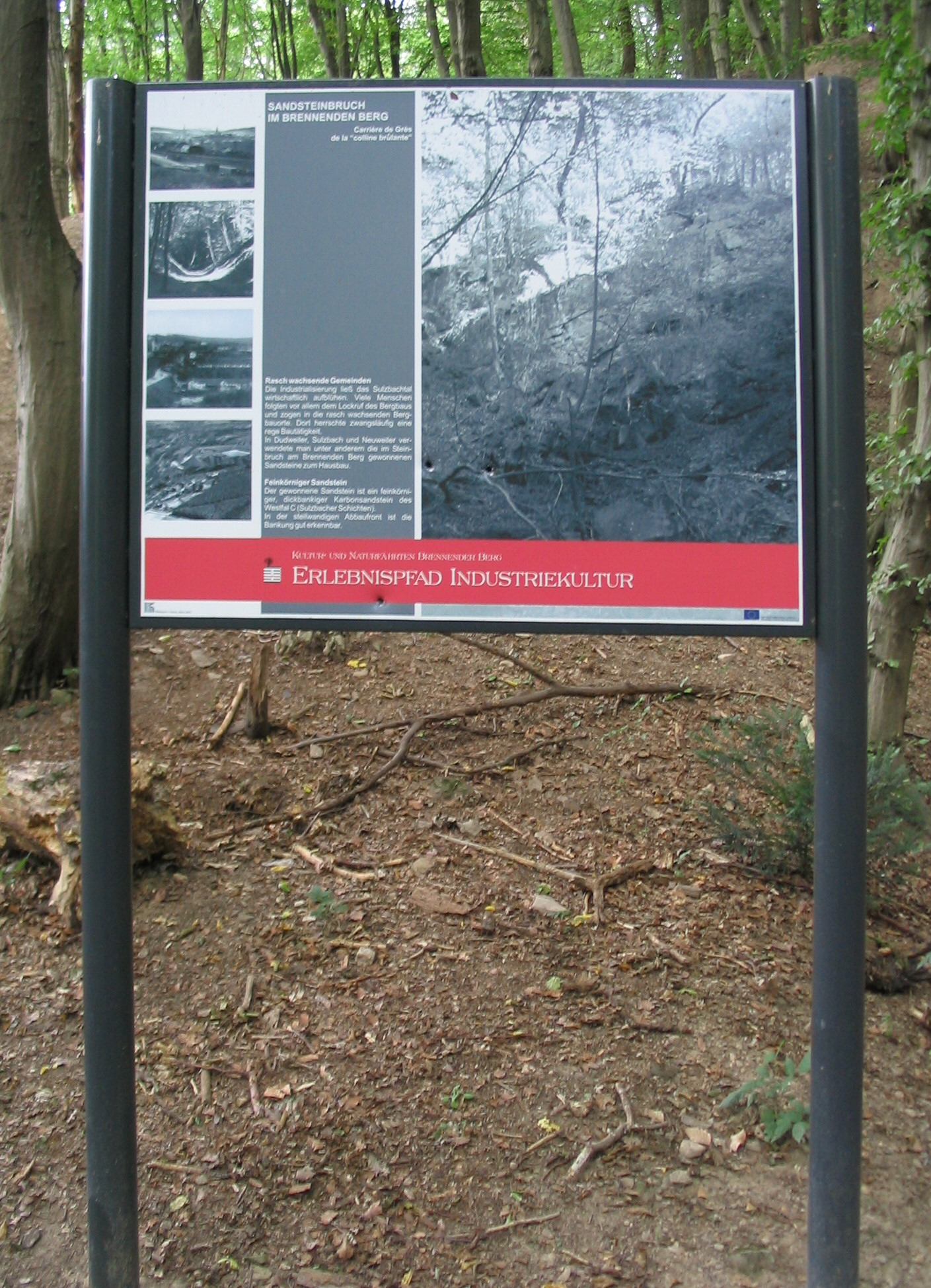
Panneau informatif, à proximité du Brennender Berg.

Le Brennender Berg est l'un des lieux d'intérêt de la région,. Johann Wolfgang von Goethe a également visité le Brennender Berg en 1770 et une plaque commémorative rend compte de l'événement. Il a consigné cette visite comme suit :

« Nous avons entendu parler des abondantes mines de charbon de Dutweiler, des usines de fer et d'alun, et même d'une montagne en feu, et nous nous sommes préparés à voir cette merveille voisine... Nous sommes entrés dans une gorge et nous nous sommes retrouvés à proximité de la montagne en feu. Nous étions enveloppés par une forte odeur de soufre ; un côté de la grotte était presque rougeoyant et couvert de roche rougeâtre et blanc. Une vapeur dense émanait des crevasses et nous pouvions sentir le sol chaud même à travers la semelle épaisse de nos chaussures. »

— Goethe, Poésie et Vérité